# Amphinotus minutus
Amphinotus minutus är en insektsart som först beskrevs av Bolívar, I. 1898.  Amphinotus minutus ingår i släktet Amphinotus och familjen torngräshoppor. Inga underarter finns listade i Catalogue of Life.